# Январское восстание в Кривом Роге
Январское восстание — вооружённое выступление трудящихся Криворожья против Центральной рады в местечке Кривой Рог в 1918 году. Стало частью широкой волны вооружённых выступлений на территории Украины в начале 1918 года, направленных против власти Центральной рады и в поддержку установления советской власти.

## История
Утром 9 (22) января 1918 года в местечке Кривой Рог началось вооружённое восстание против Центральной рады. Осуществлялось по плану и под руководством большевиков Криворожского военно-революционного штаба, проходило под лозунгом «За власть Советов». Основу вооружённых формирований составил сводный отряд из более 500 штыков и сабель из красногвардейцев посёлков Вечерний Кут, Дубовая Балка, Шмаково, а также отряды Донецкого рудника и Гданцевского завода.
План предусматривал восстание на рудниках, а затем поход отрядов Красной гвардии на местечко Кривой Рог.
Войдя в Кривой Рог, повстанцы атаковали и разоружили части УНР, включая местные гайдамацкие курени петлюровцев и полк уральских казаков. Разоружены были отряды и в соседних Ингульце и Весёлых Тернах. Поддержку красногвардейцам оказали солдаты-фронтовики, а также авангардная группа советских войск под командованием Владимира Антонова-Овсеенко, которая, наступая из Екатеринослава, вечером 8 января заняла пригородную железнодорожную станцию Долгинцево.
В результате восстания повстанцы захватили ключевые городские объекты, распустили Криворожский городской совет рабочих, солдатских и крестьянских депутатов, обвинив его в оборонительно-националистической направленности. Органы Центральной рады в местечке были ликвидированы, власть перешла к Военно-революционному комитету.
В последующие дни весь Кривбасс был полностью очищен от петлюровцев. В середине января состоялись перевыборы в Криворожский совет, на которых победу одержали большевики.
Среди руководителей восстания — Василий Валявко, Пётр Геруцкий, М. И. Никитин, Поликарп Сиволап, Степан Тынок, Александр Фесенко, Иван Юхневич.